# Узбекистан на летних Азиатских играх 2018
Узбекистан принимает участие в Летних Азиатских играх 2018 года в Джакарте

## Медалисты

### Золотые медали
| Медаль | Спортсмен                             | Вид спорта                  | Дисциплина                               |
| ------ | ------------------------------------- | --------------------------- | ---------------------------------------- |
| Золото | Шахбоз Холмурзаев Шахбоз Абдужабборов | Академическая гребля        | Мужчины, академическая гребля, парные    |
| Золото | Жасурбек Латипов                      | Бокс                        | Мужчины, до 52 кг                        |
| Золото | Миразизбек Мирзахалилов               | Бокс                        | Мужчины, до 56 кг                        |
| Золото | Икболжон Холдаров                     | Бокс                        | Мужчины, до 64 кг                        |
| Золото | Бобо Усмон Батуров                    | Бокс                        | Мужчины, до 69 кг                        |
| Золото | Исраил Мадримов                       | Бокс                        | Мужчины, до 75 кг                        |
| Золото | Бекзод Абдурахмонов                   | Борьба                      | Мужчины, вольная борьба, до 74 кг        |
| Золото | Муминжон Абдуллаев                    | Борьба                      | Мужчины, греко-римская борьба, до 130 кг |
| Золото | Вадим Меньков                         | Гребля на байдарках и каноэ | Мужчины, каноэ-одиночка, 1000 м          |
| Золото | Диёрбек Урозбоев                      | Дзюдо                       | Мужчины, до 60 кг                        |
| Золото | Маруф Гайбуллоев                      | Кураш                       | Мужчины, до 66 кг                        |
| Золото | Шермухаммад Джандреев                 | Кураш                       | Мужчины, до 90 кг                        |
| Золото | Мухсин Хисомиддинов                   | Кураш                       | Мужчины, свыше 90 кг                     |
| Золото | Гульнор Сулайманова                   | Кураш                       | Женщины, до 52 кг                        |
| Золото | Дилдор Шерметова                      | Кураш                       | Женщины, до 63 кг                        |
| Золото | Кумуш Юлдашева                        | Кураш                       | Женщины, до 78 кг                        |
| Золото | Светлана Радзивил                     | Легкая атлетика             | Женщины, прыжки в высоту                 |
| Золото | Камолиддин Холмаматов                 | Самбо                       | Мужчины, до 90 кг                        |
| Золото | Никита Рафалович                      | Тхэквондо                   | Мужчины, тхэквондо, до 80 кг             |
| Золото | Денис Истомин                         | Теннис                      | Мужчины, одиночный разряд                |
| Золото | Руслан Нурудинов                      | Тяжелая атлетика            | Мужчины, тяжелая атлетика, до 105 кг     |

### Серебряные медали
| Медаль  | Спортсмен | Вид спорта                  | Дисциплина                                               |
| ------- | --- | --------------------------- | -------------------------------------------------------- |
| Серебро | Сардор Тўлқинхўжаев Алишер Турдиев | Академическая гребля        | Мужчины, академическая гребля, пары                      |
| Серебро | Алишер Яров Достонжон Бахриев Исламбек Мамбетназаров Достонжон Хурсанов Шохжаҳон Нажмиев Отамурод Рахимов Шехроз Хакимов Зафар Усмонов Анатолий Краснов | Академическая гребля        | Мужчины, академическая гребля, восьмёрки                 |
| Серебро | Хасанбой Дусматов | Бокс                        | Мужчины, до 49 кг                                        |
| Серебро | Шункор Абдурасулов | Бокс                        | Мужчины, до 60 кг                                        |
| Серебро | Рустам Ассакалов | Борьба                      | Мужчины, греко-римская борьба, до 87 кг                  |
| Серебро | Муроджон Халмуратов | Велоспорт                   | Мужчины, индивидуальная гонка с раздельным стартом       |
| Серебро | Оксана Чусовитина | Гимнастика                  | Женщины, спортивная гимнастика, опорный прыжок           |
| Серебро | Сабина Ташкенбаева | Гимнастика                  | Женщины, художественная гимнастика, личное первенство    |
| Серебро | Асаль Икрамова Дилдора Рахматова Сабина Ташкенбаева Нуриниссо Усманова                                                                                  | Гимнастика                  | Женщины, художественная гимнастика, командное первенство |
| Серебро | Артур Гулиев Элёржон Мамадалиев | Гребля на байдарках и каноэ | Мужчины, каноэ-двойка, 200 м                             |
| Серебро | Екатерина Шубина Юлия Борзова | Гребля на байдарках и каноэ | Женщины, байдарка-двойка,500 м                           |
| Серебро | Дилноза Рахматова Нилюфар Закирова | Гребля на байдарках и каноэ | Женщины, каноэ-двойка, 500 м                             |
| Серебро | Бахринисо Бабаева | Каратэ                      | Женщины, каратэ, до 50 кг                                |
| Серебро | Руслан Буриев | Кураш                       | Мужчины, до 66 кг                                        |
| Серебро | Яхьё Имамов | Кураш                       | Мужчины, до 90 кг                                        |
| Серебро | Руслан Курбанов | Легкая атлетика             | Мужчины, тройной прыжок                                  |
| Серебро | Надия Дусанова | Легкая атлетика             | Женщины, прыжки в высоту                                 |
| Серебро | Нилуфар Давлетова | Самбо                       | Женщины, до 68 кг                                        |
| Серебро | Ниёз Пулатов | Тхэквондо                   | Мужчины, тхэквондо, до 58 кг                             |
| Серебро | Дмитрий Шокин | Тхэквондо                   | Мужчины, тхэквондо, свыше 80 кг                          |
| Серебро | Мадинабону Маннопова | Тхэквондо                   | Женщины, тхэквондо, до 49 кг                             |
| Серебро | Достон Якубов | Тяжелая атлетика            | Мужчины, тяжелая атлетика, до 69 кг                      |
| Серебро | Омадой Отакузиева | Тяжелая атлетика            | Женщины, тяжелая атлетика, до 75 кг                      |
| Серебро | Дарья Латышева | Ушу                         | Женщины, таолу                                           |

### Бронзовые медали
| Медаль | Спортсмен                                                            | Вид спорта                  | Дисциплина                                                  |
| ------ | -------------------------------------------------------------------- | --------------------------- | ----------------------------------------------------------- |
| Бронза | Исламбек Мамбетназаров Шохжаҳон Нажмиев Шехроз Хакимов Зафар Усмонов | Академическая гребля        | Мужчины, академическая гребля, четвёрки парные (лёгкий вес) |
| Бронза | Сирожиддин Хасанов                                                   | Борьба                      | Мужчины, вольная борьба, до 65 кг                           |
| Бронза | Магомед Ибрагимов                                                    | Борьба                      | Мужчины, вольная борьба, до 97 кг                           |
| Бронза | Давид Модзманашвили                                                  | Борьба                      | Мужчины, вольная борьба, до 125 кг                          |
| Бронза | Шахриёр Махкамов Шохрухбек Аъзамов                                   | Гребля на байдарках и каноэ | Мужчины, байдарка-двойка, 1000 м                            |
| Бронза | Нурислом Тухтасин угли Серик Мирбеков                                | Гребля на байдарках и каноэ | Мужчины, каноэ-двойка, 1000 м                               |
| Бронза | Наталья Казанцева Юлия Борзова Екатерина Шубина Ксения Кочнева       | Гребля на байдарках и каноэ | Женщины, байдарка-четверка, 500 м                           |
| Бронза | Дилноза Рахматова                                                    | Гребля на байдарках и каноэ | Женщины, каноэ-одиночка, 200 м                              |
| Бронза | Шерали Юраев                                                         | Дзюдо                       | Мужчины, до 100 кг                                          |
| Бронза | Бекмурод Олтибоев                                                    | Дзюдо                       | Мужчины, свыше 100 кг                                       |
| Бронза | Гулноза Матниязова                                                   | Дзюдо                       | Женщины, до 70 кг                                           |
| Бронза | Садриддин Сайматов                                                   | Каратэ                      | Мужчины, каратэ, до 60 кг                                   |
| Бронза | Барно Мирзаева                                                       | Каратэ                      | Женщины, каратэ, до 61 кг                                   |
| Бронза | Сарвар Шомуродов                                                     | Кураш                       | Мужчины, до 81 кг                                           |
| Бронза | Нурбек Тураев                                                        | Кураш                       | Мужчины, свыше 90 кг                                        |
| Бронза | Ойсулув Абдумажидова                                                 | Кураш                       | Женщины, до 52 кг                                           |
| Бронза | Мухлиса Абдумаликова                                                 | Кураш                       | Женщины, до 63 кг                                           |
| Бронза | Сухроб Ходжаев                                                       | Легкая атлетика             | Мужчины, метание молота                                     |
| Бронза | Абдумалик Салимов                                                    | Пенчак силат                | Мужчины, пенчак силат, до 65 кг                             |
| Бронза | Ахмад Рахматиллоев                                                   | Самбо                       | Мужчины, до 52 кг                                           |
| Бронза | Нодира Гулова                                                        | Самбо                       | Женщины, до 48 кг                                           |
| Бронза | Нигора Турсункулова                                                  | Тхэквондо                   | Женщины, тхэквондо, до 67 кг                                |
| Бронза | Светлана Осипова                                                     | Тхэквондо                   | Женщины, тхэквондо, свыше 67 кг                             |
| Бронза | Адхамжон Эргашев                                                     | Тяжелая атлетика            | Мужчины, тяжелая атлетика, до 62 кг                         |
| Бронза | Рустам Джангабаев                                                    | Тяжелая атлетика            | Мужчины, тяжелая атлетика, свыше 105 кг                     |